# Євсіно (станція, Новосибірська область)
Євсіно (рос. Евсино) — населений пункт (тип: станція) у Іскітимському районі Новосибірської області Російської Федерації.
Входить до складу муніципального утворення Євсінська сільрада. Населення становить 5369 осіб (2010).

## Історія
Згідно із законом від 2 червня 2004 року органом місцевого самоврядування є Євсінська сільрада.

## Населення
| 2002 | 2007  | 2010  |
| ---- | ----- | ----- |
| 5101 | ↗5427 | ↘5369 |